# جگوار اروپایی
جگوار اروپایی (نام علمی: Panthera gombaszoegensis)، یک گونه منقرض‌شده از سرده پلنگ‌مانندها است که بین اوایل تا اواسط دور پلیستوسن در اروپا زندگی می‌کرد. سنگواره‌های این گونه تا کنون در اسلواکی، ایتالیا، اسپانیا، فرانسه، آلمان، هلند و انگلستان کشف شده‌است. جگوار اروپایی احتمالاً نیای گونه جگوار که امروزه در قاره آمریکا زندگی می‌کند بوده و برخی زیست‌شناسان نیز آن را زیرگونه اولیه جگوار می‌دادند.

## توصیف
جگوار اروپایی از جگوارهایی که امروزه در قاره آمریکا زندگی می‌کنند بزرگ‌تر بود و بین ۷۰ تا ۱۲۰ کیلوگرم وزن داشت. اندازه بزرگ‌تر این جانور نسبت به جگوار امروزی به آن امکان داد تا جانوران بزرگ‌تری را شکار کند. شیوه زندگی جگوار اروپایی احتمالاً شبیه به جگوار امروزی بوده و مانند آن یک درنده منفرد و جنگل‌نشین بوده‌است.